# Nuoto ai XIX Giochi asiatici - Staffetta 4x100 metri misti maschile
La gara della staffetta 4x100 metri misti maschili di nuoto ai XIX Giochi asiatici si è svolta il 26 settembre 2023, durante i XIX Giochi asiatici, presso l'Hangzhou Olympic Sports Expo Center.

## Podio
| Pos.    | Nazione       | Atleta                                                                                        |
| ------- | ------------- | --------------------------------------------------------------------------------------------- |
| Oro     | Cina          | Xu Jiayu Qin Haiyang Wang Changhao Pan Zhanle Wang Shun Yan Zibei Sun Jiajun Wang Haoyu       |
| Argento | Corea del Sud | Lee Ju-ho Choi Dong-yeol Kim Young-beom Hwang Sun-woo Cho Sung-jae Kim Ji-hun Lee Ho-joon     |
| Bronzo  | Giappone      | Ryōsuke Irie Yuya Hinomoto Katsuhiro Matsumoto Katsumi Nakamura Daiki Yanagawa Naoki Mizunuma |

## Record
Prima della manifestazione il record del mondo (RM), il record asiatico (AS) e il record dei giochi (RC) erano i seguenti.
|  | 3'26"78 | Stati Uniti | 1º agosto 2021 Tokyo    |
|  | 3'29"00 | Cina        | 30 luglio 2023 Fukuoka  |
|  | 3'29"99 | Cina        | 24 agosto 2018 Giacarta |

Durante la competizione è stato migliorato il seguente record:
|  | 3'27"01 | Cina |

## Programma
| Data              | Ora (UTC+8) | Turno    |
| ----------------- | ----------- | -------- |
| 26 settembre 2024 | 11:35       | Batterie |
| 26 settembre 2024 | 21:01       | Finale   |

## Risultati

### Batterie
| Pos. | Batteria | Corsia | Nazione       | Atleta | Tempo   | Note |
| ---- | -------- | ------ | ------------- | --- | ------- | ---- |
| 1    | 2        | 4      | Cina          | Wang Shun (53"87) Yan Zibei (1'00"12) Sun Jiajun (52"07) Wang Haoyu (48"74)                                                  | 3'34"80 | Q    |
| 2    | 1        | 4      | Giappone      | Daiki Yanagawa (55"58) Yuya Hinomoto (1'00"03) Naoki Mizuyama (52"29) Katsumi Nakamura (49"13)                               | 3'37"03 | Q    |
| 3    | 2        | 5      | Corea del Sud | Lee Ju-ho (55"39) Cho Sung-jae (1'01"80) Kim Ji-hun (52"89) Lee Ho-joon (48"88)                                              | 3'38"96 | Q    |
| 4    | 1        | 6      | India         | Srihari Nataraj (55"33) Likith Selvaraj Prema (1'02"23) Sajan Prakash Prakash (53"36) Tanish George Mathew (49"92)           | 3'40"84 | Q    |
| 5    | 2        | 7      | Hong Kong     | Hayden Kwan (56"20) Benson Wong (1'02"30) Ng Cheuk Yin (53"78) Cheuk Ming Ho (50"12)                                         | 3'42"40 | Q    |
| 6    | 1        | 3      | Taipei cinese | Chuang Mu-lun (55"95) Cai Bing-rong (1'03"30) Wang Kuan-hung (53"32) Wang Hsing-hao (50"46)                                  | 3'43"03 | Q    |
| 7    | 1        | 5      | Singapore     | Zachary Ian Tan (56"85) Maximillian Ang Wei (1'02"32) Ardi Zulhilmi Bma (54"60) Mikkel Lee Jun Jie (49"44)                   | 3'43"21 | Q    |
| 8    | 1        | 2      | Thailandia    | Tonnam Kanteemool (56"23) Thanonchai Janruksa (1'03"74) Navaphat Wongcharoen (53"59) Dulyawat Kaewsriyong (49"96)            | 3'43"52 | Q    |
| 9    | 2        | 6      | Indonesia     | Farrel Armandio Tangkas (56"61) Muhammad Dwiky Raharjo (1'02"79) Joe Aditya Kurniawan (53"99) Nicholas Karel Subagyo (52"06) | 3'45"45 |      |
| 10   | 2        | 2      | Malaysia      | Khiew Hoe Yean (57"57) Hii Puong Wei (1'04"42) Bryan Leong Xin Ren (53"35) Lim Yin Chuen (50"78)                             | 3'46"12 |      |
| 11   | 2        | 3      | Vietnam       | Đỗ Ngọc Vinh (1'01"13) Pham Thanh Bao (1'01"42) Nguyễn Hoang Khang (1'00"69) Ngo Dinh Chuyen (50"85)                         | 3'54"09 |      |
| 12   | 1        | 7      | Macao         | Chan Si Chon (1'02"54) Choi Ngou Fai (1'04"51) Lam Chi Chong (58"03) Ng Chi Hin (53"35)                                      | 3'58"43 |      |
| 13   | 2        | 1      | Qatar         | Abdalla Elghamry (1'01"16) Abulla Alkhadi (1'08"01) Tameem Elhamayda (57"69) Ahmed Diab (53"01)                              | 3'59"87 |      |
| 14   | 1        | 8      | Mongolia      | Tselmeg Khash-Erdene (1'02"58) Sugar Ganzorigt (1'08"22) Enkhtamir Batbayar (58"44) Sodmandakh Sodovjamts (54"99)            | 3'59"87 |      |
| 15   | 1        | 1      | Pakistan      | Muhammad Amaan Siddiqui (1'06"80) Muhammad Hamza Anwar (1'20"06) Azhar Abbas (1'03"43) Muhammad Ahmed Durrani (54"52)        | 3'59"87 |      |
| 16   | 2        | 8      | Maldive       | Ali Imaan (1'04"51) Mubal Azzam Ibrahim (1'15"49) Mohamed Rihan Shiham (1'03"52) Ahmed Neeq Niyaz (1'02"17)                  | 3'59"87 |      |

### Finale
| Pos. | Corsia | Nazione       | Atleta | Tempo   | Note |
| ---- | ------ | ------------- | --- | ------- | ---- |
|      | 4      | Cina          | Xu Jiayu (52"05) Qin Haiyang (57"63) Wang Changhao (50"68) Pan Zhanle (46"65)                                     | 3'27"01 |      |
|      | 3      | Corea del Sud | Lee Ju-ho (53"54) Choi Dong-yeol (59"12) Kim Young-beom (51"76) Hwang Sun-woo (47"63)                             | 3'32"05 |      |
|      | 5      | Giappone      | Ryōsuke Irie (53"71) Yuya Hinomoto (59"72) Katsuhiro Matsumoto (50"93) Katsumi Nakamura (48"16)                   | 3'32"52 |      |
| 4    | 7      | Taipei cinese | Chuang Mu-lun (55"00) Cai Bing-rong (1'01"49) Wang Kuan-hung (51"80) Wang Hsing-hao (50"06)                       | 3'38"35 |      |
| 5    | 6      | India         | Srihari Nataraj (55"07) Likith Selvaraj Prema (1'01"46) Sajan Prakash (53"16) Tanish George Mathew (50"51)        | 3'40"20 |      |
| 6    | 2      | Hong Kong     | Hayden Kwan (56"54) Benson Wong (1'02"49) Ng Cheuk Yin (53"60) Cheuk Ming Ho (50"36)                              | 3'42"99 |      |
| 7    | 8      | Thailandia    | Tonnam Kanteemool (55"75) Thanonchai Janruksa (1'03"11) Navaphat Wongcharoen (53"96) Dulyawat Kaewsriyong (50"36) | 3'43"18 |      |
| 8    | 1      | Singapore     | Zackery Tay Quan Long (57"56) Zachary Ian Tan (1'02"12) Jerald Lium (55"62) Darren Chua Yi Shou (50"77)           | 3'46"07 |      |